# Ngapoi Ngawang Jigme
Ngapoi Ngawang Jigme (阿沛·阿旺晋美S in cinese; Lhasa, 1º febbraio 1910 – Pechino, 23 dicembre 2009) è stato un politico, generale e magistrato tibetano, dal 1951 cinese.

## Biografia
Ngapoi Ngawang Jigme nacque a Lhasa, figlio di un potente aristocratico tibetano. Studiò in Gran Bretagna e sposò Ngapoi Cedain Zhoigar, un'influente donna della Federazione Tibetana per le Donne. Si qualificò anche in letteratura tibetana.
Appena tornato dal suo percorso di studi, nel 1932, fu chiamato a servire il governo del suo Paese, allora scosso da forti fermenti e tensioni con la Cina, che desiderava l'annessione del Tibet. Iniziò quindi la carriera nel 1936, quando, in veste di avvocato riformista del governo del Dalai Lama, massima autorità politico-religiosa tibetana, fu nominato Governatore di Chamdo, nel Tibet orientale, e capo delle sue forze armate.
Nell'ottobre 1950 ebbe luogo un duro scontro tra l'esercito tibetano e quello della neonata Repubblica Popolare Cinese. Jigme dichiarò la resa di Chamdo di fronte alla potenza incontrastabile delle truppe cinesi. Il successivo 7 dicembre inviò a Lhasa una lettera che conteneva una proposta del governo del Presidente Mao, un accordo in otto punti, nei quali erano contenute tre delle condizioni proposte in precedenza al giovane Quattordicesimo Dalai Lama, Tenzin Gyatso, a Delhi.
L'anno successivo guidò una delegazione tibetana per firmare con i capi cinesi l'Accordo dei Diciassette Punti, in base al quale il Tibet avrebbe accettato la sovranità cinese in cambio dell'autonomia amministrativa e della libertà religiosa.
La sua firma fu però contestata e ritenuta invalida dalle principali autorità tibetane, che ritenevano l'azione cinese come un'invasione in piena regola, tanto che nel 1952 il Primo Ministro tibetano, Lukhangwa, disse al rappresentante cinese Zhang Jingwu che il popolo intero vi si opponeva.
La carriera di Jigme proseguì sotto la supervisione delle autorità cinesi, che lo chiamarono ad amministrare la regione del Tibet. Servì la Commissione di Liberazione Tibetana e la Prefettura di Chamdo, fu membro del Consiglio di Stato per le Cittadinanze Minoritarie tra il 1951 e il 1954, e Deputato Comandante dell'Esercito della Regione del Tibet, mentre fino alla Rivoluzione Culturale fu membro del Consiglio di Difesa Nazionale.

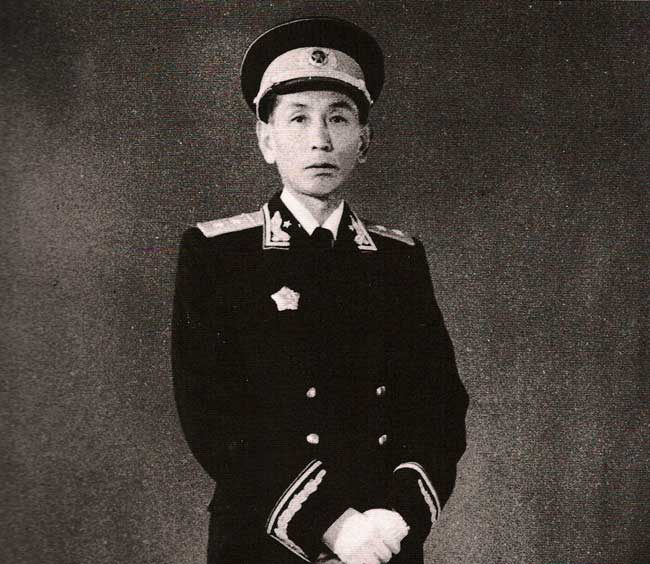
Ngapo, 1955

Fu il principale sostenitore e guida generale dell'“Ordine di Liberazione” nel 1955.
Nel 1959, il Quattordicesimo Dalai Lama andò in esilio volontario in India dopo aver ripudiato l'Accordo con la Cina, e costituì un governo tibetano in esilio, l'unica autorità riconosciuta dai tibetani.
Jigme fu rappresentante del Tibet nelle sette sedute del Congresso Nazionale del Popolo tra il 1954 fino al 1988, e fu presidente onorario dell'Associazione Buddhista nel 1980, divenendo poi capo delle delegazioni Congresso Nazionale del Popolo in Colombia, Guyana, India occidentale, Sri Lanka e Nepal.
Fu anche eletto presidente dell'Associazione per la Protezione e Sviluppo della Cultura Tibetana, e fu insediato il 21 giugno 2004.
Morì a Pechino nel 2009, poco prima del suo centesimo compleanno, per una malattia mai resa nota. Il suo fu un funerale di Stato.

## Filmografia
Ngapoi Ngawang Jigme è interpretato da B.D. Wong nel film biografico Sette anni in Tibet, per la regia di Jean-Jacques Annaud, ispirato al racconto omonimo dello scalatore austriaco Heinrich Harrer.